# アナコンダ
アナコンダは、ボア科アコダ属（Eunectes）に属するヘビの総称である。有名な種としてオオアナコンダとキイロアナコンダがあり、単にアナコンダと言った場合はほとんど前者の方を指す。水生で、トリニダード島の南部湿地と南アメリカの熱帯雨林の湿地や川に生息する。
「アナコンダ」は、スリランカに分布するアミメニシキヘビ（学名 Python reticulatus）の現地名であるシンハラ語のhena-kandaもしくはタミル語のanaik-kondaに由来する。南アメリカに生息するヘビには誤ってつけられた。

## 特徴
アナコンダ属は、鼻が小さな鱗ではなく遮蔽盾（shield）で覆われているところがボア属と異なる。3枚の鼻の遮蔽盾の内部で反対側に接している。一般的な体色は暗い茶色で、背中には2列に楕円形の黒い斑点があり、体の両側には小さな白い斑点が並んでいる。腹部は白っぽく、黒の斑点がある。水生と樹上の両方で生活し夜行性である。主に鳥類、哺乳類を食料とする。獲物を待つときは、水面に頭の先だけ出して水中に潜んでいるか、水面に突き出した木の枝に絡み付くかしている。大型個体ではジャガーを捕食した例もあり、逆に捕食されるケースもある。無毒。
アナコンダは気質に難があり、ボアと比べるとペットとしては人気がない。

## 分類
オオアナコンダ Eunectes murinus Green Anaconda
最大全長5m以上、文献によっては最大9mとされる。最も重いヘビの一種であり、体重100kg、胴回り直径30cm以上になる。メスはオスより大きい。ベネズエラ、コロンビア、ブラジル、ボリビア北部、ペルー北東部、ガイアナおよびトリニダードといった南アメリカ北部に分布する。水棲といっていいほど水を好む。浅瀬で待ち伏せによる狩りを行い、獲物を長い体で絞め殺して飲み込む。また、単にアナコンダと言った場合、大抵はこちらを指す。
キタオオアナコンダ Eunectes akayima Northern Green Anaconda
2024年で発見された新種。研究チームが南米各地のオオアナコンダから血液と組織のサンプルを集めて遺伝子データを解析した結果、北部と南部のオオアナコンダは遺伝的には5.5％異なることを発見した。この発見に基づき、研究チームは北部で見つかったオオアナコンダをキタオオアナコンダという別の種に分け、従来のE. murinusはミナミオオアナコンダとしようと提案した。両種の見た目は非常に似ているため、専門家でさえ区別できない隠蔽種である。
キイロアナコンダ Eunectes notaeus Yellow Anaconda
比較的小さく最大でも体長は3m。ボリビア、パラグアイ、ウルグアイ、ブラジル西部およびアルゼンチン北東部に分布する。小さいがオオアナコンダより気が荒い。
Eunectes deschauenseei Dark-Spotted or Deschauense's Anaconda
ブラジル北西部で発見された、よく知られていない種。

## 巨大アナコンダと「大蛇論争」

### 巨大アナコンダ[3]
最大のアナコンダの全長は9mとされるが、はるかに大きい例も報告されている。
有名な報告のひとつに冒険家のパーシー・フォーセットによるものがある。1906年に南アメリカのアブナ川でフォーセットは、アナコンダに発砲し傷を負わせた。先住民の説明によると、巨大アナコンダは自身の口臭で獲物を惹き付けたり、麻痺させる事が出来たと言う。フォーセットの報告によると、鼻から尻尾の先まで18.9mであった。フォーセットはまた、こういった大蛇を生け捕りにするのは不可能だと後に語っている。
かつては、フォーセットは事実で正確であると主張していたにもかかわらず、巨大アナコンダの報告は嘲笑されていた。ベルナール・ユーヴェルマンスは、フォーセットは概して正直で信頼できると主張し、彼の擁護をした。さらにフーベルマンは、一般的に受け入れられている見積りを大幅に超えた標本が発見されたときは、主な研究者はヘビの最大体長に対する認識を訂正すべきだと指摘した。ただし、作家のデイヴィッド・グランは、フォーセットの主張した体長は無意識的な誇張であろうと述べている。
巨大アナコンダの報告は20世紀末になってもあり、フジテレビ系のバラエティ番組『世界超密着TV!ワレワレハ地球人ダ!!』内の特集『スネークハンター3』においてフィリップ・マーキュリーと番組ディレクター木伏智也を中心とする探検隊がアマゾン奥地に入り、巨大アナコンダの探索を行った。このとき紹介された目撃情報には、前述のものに近似の18メートルという体長も含まれていた。なお、木伏はこの探索の最中、探し求めていた大型種と思われるアナコンダに襲撃されて負傷、入院している。番組においては、アナコンダに捕食された人間や捕獲された巨大アナコンダの映像も紹介された。アナコンダは、平均で2ポンドの皮膚を脱皮する。アナコンダの皮膚はもとの大きさの最大30%伸びる。

### 大蛇論争
「大蛇論争」とは、1957年頃に日本で起きた、アナコンダの長さをめぐる論争である。作家でアマチュア動物学者の実吉達郎が著書『アマゾニアの恐竜』中で概略を述べている。大蛇論争という名称は、これを報じたブラジルの日本字新聞に出たものである。
ブラジルで財を成した日系移民の男性が、雑誌「文藝春秋」に書いた記事の中で、これまでに知られたアナコンダの最大のものは長さ50mあったと主張し、動物学者の高島春雄が、ヘビの全長の最大は9.5m（当時の記録）であり、そのような巨大なものは有り得ないと反論した事に始まる。その後、他の日系移民の人々も何人かが意見を寄せ、30〜40m程度のものならいる、目撃者がいる、自分も目撃した、等々の論陣を張った。
50m説の根拠とされるのは、1949年頃にブラジルの多くの新聞に掲載された、ブラジル陸軍の国境警備の駐屯部隊が500発の弾丸を撃ち込んで仕留めた巨大ヘビの事件で、計測では全長55m、胴回り2m、重さ5tであったとされ、写真も撮影されたと言われる。
実吉達郎は、作家の黒沼健が挙げている、南米人将校が13mのヘビの皮を持っているというので計測したところ6.5mしかなかったという例、上記のブラジル陸軍の例ではヘビの長さ・太さ・重さの釣り合いが全くでたらめである、などを引きながら、多くの巨大アナコンダの目撃例や遭遇例は極めて実証性に乏しく、信用が置けないとしている。もともと南米の原住民はアナコンダの類を神として畏怖しており、それが定説をはるかに越える巨大ヘビの伝説を生み出したり、南米に当時まだ広く残されていた人跡未踏の密林の存在などから、白人系の人々も巨大ヘビの実在を刷り込まれ、それに日本人移民が影響されたのが真相であろう、と言うのが実吉の意見である。彼によれば、未開のジャングルの中で11mくらいになったアナコンダがいる可能性はあるが未確認、それ以上のものがいるとは考えられないという。